# Machimus parvus
Machimus parvus är en tvåvingeart som beskrevs av Ricardo 1919. Machimus parvus ingår i släktet Machimus och familjen rovflugor. Inga underarter finns listade i Catalogue of Life.